# Rose O'Neill
Rose O'Neill (anglès: Rose Cecil O'Neill)  (Wilkes-Barre, 25 de juny de 1874 - Springfield, 6 d'abril de 1944) fou una dibuixant, il·lustradora, artista i escriptora estatunidenca. Va exercir una reeixida carrera com a il·lustradora de revistes i llibres i, de ben jove, es va convertir en la il·lustradora comercial més coneguda i més ben pagada dels Estats Units. O 'Neill va obtenir una fortuna i fama internacional creant el Kewpie, el personatge de dibuixos animats més conegut fins a Mickey Mouse.
Filla d'un venedor de llibres i d'una mestressa de casa, O'Neill es va criar al Nebraska rural. Va mostrar interès per les arts a una edat primerenca, i va buscar una carrera d'il·lustradora a la ciutat de Nova York als quinze anys. Els seus dibuixos animats de Kewpie, que van debutar en un número del 1909 al Ladies 'Home Journal, van ser més tard fabricats com a ninots de porcellana al 1912 per J. D. Kestner, una companyia de joguines alemanya, seguida de material de compòsit i versions de cel·luloides. Les nines eren molt populars a principis del segle XX i es considera que és una de les primeres joguines comercialitzades en massa als Estats Units.
O'Neill també va escriure diverses novel·les i llibres de poesia i va estar activa en el moviment del sufragi femení. Va ser durant un temps la il·lustradora més ben pagada del món després de l'èxit de les nines Kewpie.

## Orígens
Rose Cecil O'Neill va néixer el 25 de juny de 1874 a Wilkes-Barre, Pensilvania. Els seus pares van ser William Patrick Henry i Alice Cecilia Asenath Senia Smith O'Neill "Meemie". Tenia dues germanes menors, Lee i Callista, i tres germans menors: Hugh, James i Clarence. El seu pare era un llibreter d'origen irlandès que li encantava la literatura, l'art i el teatre. La seva mare era una músic, actriu i professora. O'Neill va revelar el seu talent i amor per l'art i l'escriptura des de molt jove. Als tretze anys, va participar en un concurs de dibuix infantil patrocinat per Omaha Herald i va guanyar el primer premi pel seu dibuix, titulat "Temptation Leading to an Abyss".
Al cap de dos anys, O'Neill proporcionava il·lustracions per a les publicacions locals d'Omaha Excelsior i The Great Divide, així com per a altres publicacions periòdiques, havent assegurat aquest treball amb l'ajuda de l'editor de l'Omaha World-Herald i del director d'art de la revista Everybody Magazine qui va jutjar la competició. Els ingressos van ajudar a donar suport a la seva família, que el seu pare havia lluitat per mantenir-se com a llibreter. O'Neill va assistir al col·legi Sacred Heart Convent d'Omaha.

## Trasllat a Nova York
Per ajudar a fomentar el talent de la seva filla, el pare d'O'Neill la va portar a Nova York el 1893 per ajudar donar inici a la seva carrera. Es van aturar a Chicago per visitar la Exposició Universal on va veure per primera vegada grans pintures i escultures. Ella només havia vist aquests treballs als llibres del seu pare. O'Neill va passar a viure amb les germanes de St. Regis, un convent a la ciutat de Nova York. Les monges la van acompanyar a diverses editorials per vendre treballs del seu portfolio de seixanta dibuixos. Va poder vendre els seus dibuixos a nombroses editorials i van començar a demanar-ne més. Les il·lustracions d'O'Neill van aparèixer en un número de la revista True el 19 de setembre de 1896, convertint-la en la primera dona dibuixant nord-americana publicada.
Mentre O'Neill vivia a Nova York, el seu pare va reclamar una propietat a un petit terreny al desert de Ozarks, al sud de Missouri. El terreny tenia una casa d'estil "dog-trot" amb dues cabanyes de troncs (una s'utilitzava per menjar i l'altra per dormir) i un corredor entremig. Un any després, quan O'Neill va visitar la propietat, es va denominar "Bonniebrook". Durant aquest temps, O'Neill va tenir un èxit considerable, unint-se al personal de Puck, una revista d'humor nord-americana, on va ser l'única dona al personal. Al 1909 va començar a treballar publicant dibuixos per a Jell-O (una marca de gelatina), i va aportar il·lustracions a les revistes Harper's i Life.

## Primeres il·lustracions

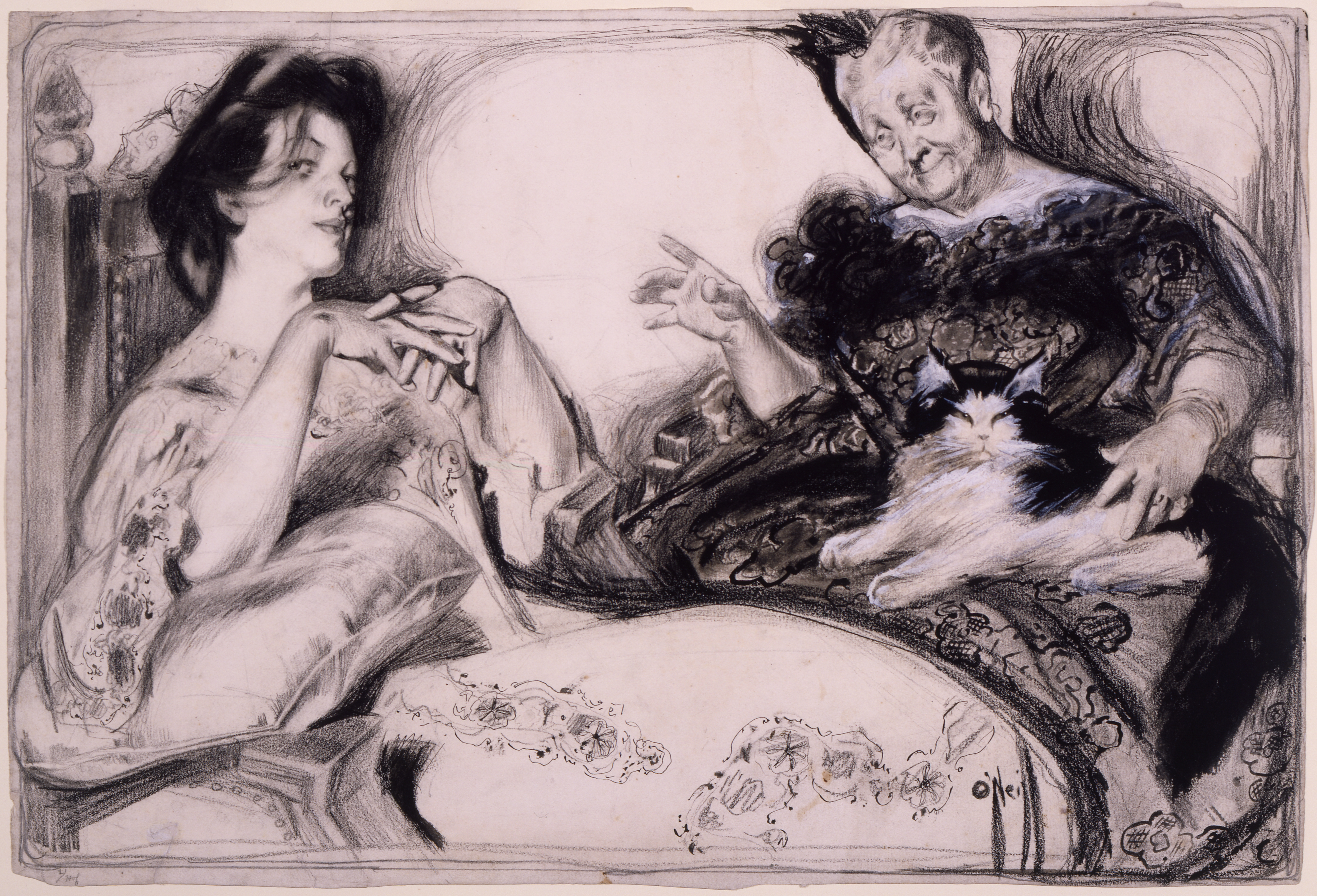
"Signs", un dibuix de Puck Magazine fet per Rose O'Neill, 1904.
Ethel: "Ell actua així. Em mira amb tendresa, és boent quan estic a prop d'ell, pins quan el descuido. Ara, què vol dir això? "- La seva mare:" Que és un bon actor poderós, Ethel."

Al 1892, mentre estava a Omaha, O'Neill va conèixer a un jove de Virgínia anomenat Gray Latham, amb qui es va casar l'any 1896. Va visitar O'Neill a la ciutat de Nova York i va continuar escrivint-la quan va anar a Missouri per veure la seva família. Després que el pare de Latham va anar a Mèxic a fer pel·lícules, va anar a Bonniebrook al 1896. Preocupat pel benestar de la seva família, O'Neill va enviar gran part del seu salari a casa seva.
En els anys següents, O'Neill estava descontenta amb Latham, ja que li agradaven els jocs d'atzar, i va ser conegut com a playboy. O'Neill va comprovar que Latham, amb els seus gustos costosos, s'havia gastat els diners d'ella pel seu compte. O'Neill es va traslladar després al comtat de Taney, Missouri, on es va presentar per divorci el 1901, tornant a Bonniebrook. Latham va morir el mateix any, i algunes fonts afirmen que O'Neill va quedar vídua.
A finals del 1901, O'Neill va començar a rebre cartes i regals anònims per correu. Va saber que van ser enviats per Harry Leon Wilson, un ajudant de redacció de Puck. O'Neill i Wilson es van implicar romànticament poc després, i es van casar al 1902. Després d'una lluna de mel a Colorado, es van traslladar a Bonniebrook, on van viure durant els propers hiverns. Durant els primers tres anys, Harry va escriure dues novel·les, The Lions of the Lord (1903) i The Boss of Little Arcady (1905), ambdues en què Rose va dibuixar il·lustracions. Una de les novel·les posteriors de Harry, Ruggles of Red Gap, es va fer popular i es va convertir en diverses pel·lícules cinematogràfiques, inclosa una pel·lícula muda, un "talkie" protagonitzat per Charles Laughton i un remake anomenat Fancy Pants protagonitzat per Lucille Ball i Bob Hope. Harry i Rose es van divorciar al 1907.
Al 1904, O'Neill va publicar la seva primera novel·la, The Loves of Edwy, la qual també va il·lustrar. Una crítica publicada per Book News al 1905 considerava que les il·lustracions d'O'Neill eren "posseïdores d'una rara amplitud de simpatia i comprensió de la humanitat".

## Kewpies i avenços

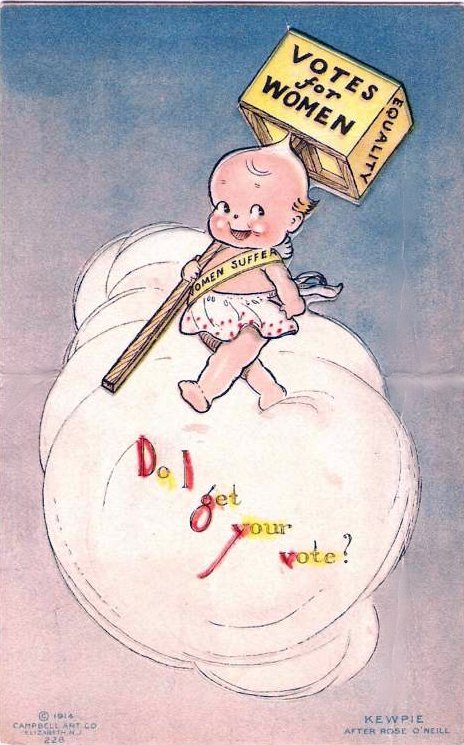
Postal de Kewpie "vota per les dones", 1914

A mesura que es van oferir oportunitats educatives al segle xix, dones artistes van formar part d'empreses professionals, i algunes van fundar les seves pròpies associacions artístiques. L'obra d'art realitzada per dones es considerava inferior i per ajudar a superar aquest estereotip de les dones es va convertir, segons la historiadora d'art Laura Prieto: “cada cop més vocal i segura”, en la promoció del treball de les dones. Així va formar part de la imatge emergent de l'educada, moderna i lliure "Dona Nova" (en anglès: New Woman), un moviment en el qual O'Neill estava fortament involucrada. Segons Prieto, els artistes "van tenir funcions crucials en representar a la Dona Nova, tant dibuixant imatges de la icona com exemplificant aquest tipus emergent a través de les seves pròpies vides". A finals del segle xix i principis del xx, prop del 88% dels subscriptors d'11.000 revistes i publicacions periòdiques eren dones. Quan les dones entraven a la comunitat d'artistes, les editorials contractaven dones per crear il·lustracions que representessin el món des de la perspectiva d'una dona. Altres il·lustradores d'èxit van ser Jennie Augusta Brownscombe, Jessie Willcox Smith, Elizabeth Shippen Green i Violet Oakley.
Va ser enmig de la Dona Nova i els moviments sufragistes en expansió que, al 1908, O'Neill va començar a concentrar-se en la producció d'obres d'art originals, i va ser durant aquest període quan va crear els capritxosos personatges de Kewpie dels quals es va fer coneguda. El seu nom, "Kewpie", deriva de Cupido, el déu romà de l'amor. Segons O'Neill, es va obsessionar amb la idea dels personatges querubins, fins al punt que tenia somnis amb ells: "Vaig pensar en els Kewpies tant que vaig tenir un somni amb ells on feien bromes acrobàtiques a la tapa del meu llit. Un es va asseure a les meves mans". Les va descriure com "una mena de fada rodona que té una idea d'ensenyar a la gent a ser alegre i amable alhora". Els personatges de Kewpie van debutar en forma de còmic al 1909 en un número de Ladies' Home Journal. Altres publicacions dels còmics de Kewpie a Woman's Home Companion i Good Housekeeping van ajudar a que el dibuix animat creixi ràpidament en popularitat.
Al 1912, J. D. Kestner, una companyia de porcellana alemanya, va iniciar la fabricació de nines Kewpie, i aquell any, O'Neill va viatjar a la planta de Waltershausen per supervisar la producció de les figuretes. Les versions posteriors de les nines es van produir en compòsit i cel·luloide, i van ser una de les primeres joguines comercialitzades en massa als Estats Units. Quan O'Neill va assolir la fama, va obtenir una reputació pública com a bohèmia i es va convertir en una defensora ardent dels drets de les dones. L'èxit dels Kewpies li va permetre acumular una fortuna d'1,4 milions de dòlars, amb els quals va adquirir propietats com el terreny de Bonniebrook, un apartament al Washington Square Park a Greenwich Village, Castle Carabas a Connecticut i Villa Narcissus (comprat a Charles Caryl Coleman) a l'Illa de Capri, Itàlia. A l'altura de l'èxit de Kewpie, O'Neill va ser la il·lustradora més ben pagada del món. Era coneguda en els cercles artístics de la ciutat de Nova York i, mitjançant la seva associació, va ser la inspiració per a la cançó "Rose of Washington Square".

## París i la trajectòria posterior

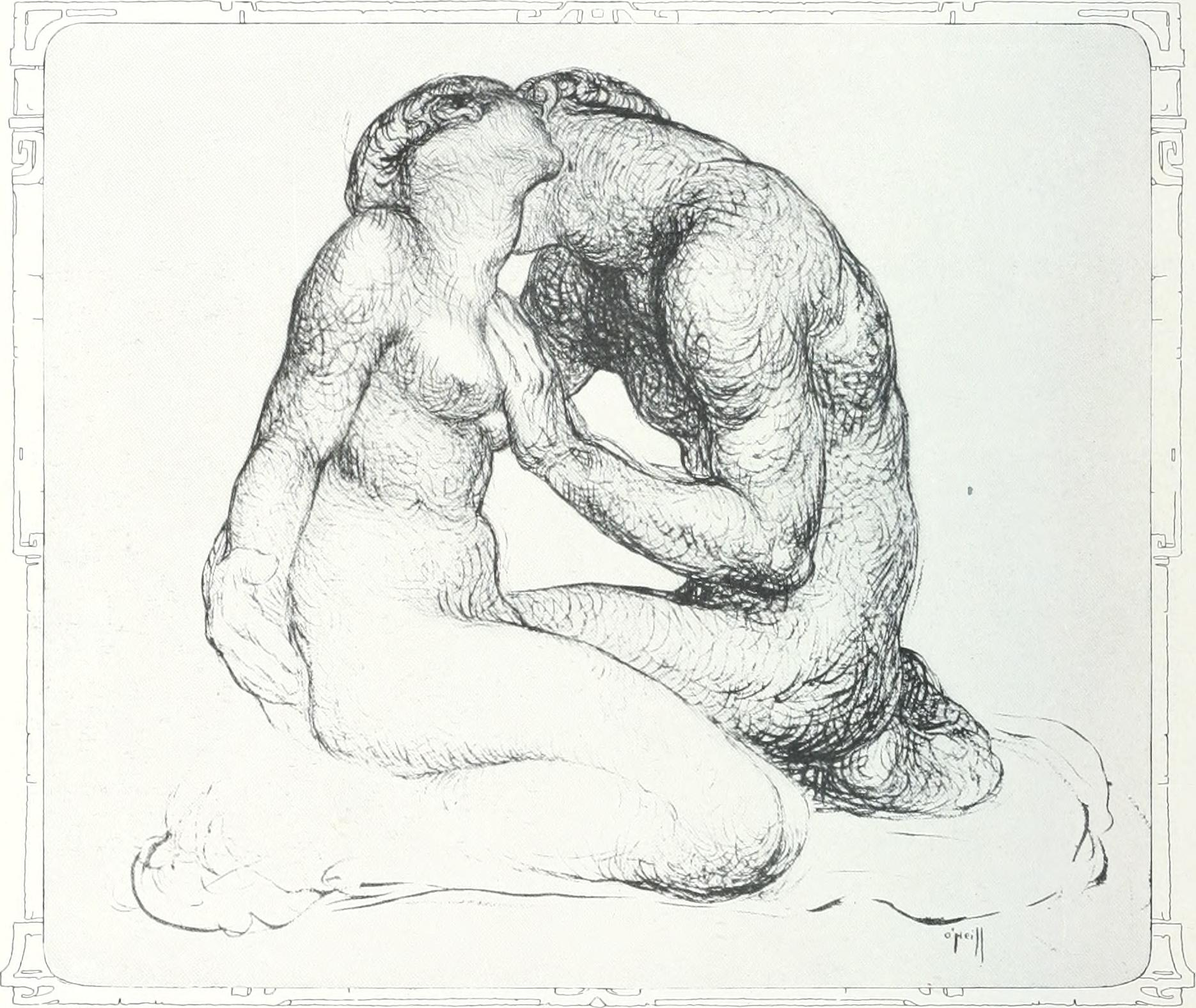
The Eternal Gesture (1922), un dibuix d'O'Neill.

O'Neill va continuar treballant, fins i tot sent tant adinerada, potser impulsada a expressar-se per les lamentables circumstàncies de la seva vida, juntament amb les necessitats de la seva família, va aprofundir en diferents tipus d'art. Va aprendre escultura de la mà d'Auguste Rodin i va fer diverses exposicions d'escultures i pintures a París i els Estats Units. Aquestes obres eren de naturalesa més experimental i van ser influenciades en gran manera pels somnis i la mitologia. O'Neill va passar del 1921 al 1926 vivint a París. Durant el temps que va estar allà, va ser elegida per la Société Coloniale des Artistes Français al 1921 i va exposar les seves escultures a la Galerie Devambez de París i a les Galeries Wildenstein de Nova York el 1921 i el 1922, respectivament.
Al 1927, O'Neill va tornar als Estats Units, i vora l'any 1937 vivia definitivament a Bonniebrook. Als anys quaranta, havia perdut la major part dels seus diners i propietats, en part gràcies a despeses extravagants, així com el cost de donar suport total a la seva família, el seu seguici de simpatitzants "artístics" i el seu primer marit. La Gran Depressió també va perjudicar la fortuna d'O'Neill. Durant aquest període, es va consternar al trobar que la seva feina ja no tenia cap demanda. Després de trenta anys de popularitat, el fenomen del personatge Kewpie s'havia esvaït, i la fotografia substituïa la il·lustració com a vehicle comercial. O'Neill va experimentar amb l'elaboració d'una nina nova, va acabar creant a Little Ho Ho, que era un buda nadó rialler. No obstant això, abans que es poguessin finalitzar els plans per a la producció de la nova petita figura, la fàbrica es va cremar totalment.

## Vida personal
O'Neill es va convertir en una personalitat destacada a la comunitat de Branson, Missouri, donant el seu temps i peces d'art a l'Escola dels Ozarks a Point Lookout, Missouri, i mantenint-se activa a la comunitat d'art local.
El 6 d'abril de 1944, O'Neill va morir d'una insuficiència cardíaca per paràlisi a la casa del seu nebot a Springfield, Missouri. És enterrada al cementiri familiar de Bonniebrook Homestead, al costat de la seva mare i diversos membres de la seva família.:2–4 Bonniebrook Homestead va ser inscrita al Registre Nacional de Llocs Històrics al 1997.

## Obres publicades

### Com a autora i il·lustradora
- The Loves of Edwy (Boston: Lothrop, 1904)[35]
- The Lady in the White Veil (Nova York: Harper and Brothers, 1909)[2]
- The Kewpies and Dottie Darling (Nova York: George H. Doran, 1912)[2]
- The Kewpies: Their Book, Verse and Poetry (Nova York: Frederick A. Stokes, 1913)[2]
- The Kewpie Kutouts (1914)[2]
- The Kewpie Primer (1916)[2]
- The Master-Mistress (Nova York: Knopf, 1922)[2]
- Kewpies and the Runaway Baby (Nova York: Doubleday, Doran, 1928)[2]
- Garda (Nova York: Doubleday, Doran, 1929)[2]
- The Goblin Woman (Nova York: Doubleday, Doran, 1930)[36]

### Com a il·lustradora
- The Lions of the Lord by Harry Leon Wilson (Boston: Lothrop, 1903)[13]
- The Boss of Little Arcady by Harry Leon Wilson (Boston: Lothrop, 1905)[13]
- The Hickory Limb by Parker Hoysted Fillmore (Nova York: John Lane Co., 1910)[2]
- Our Baby’s Book (Nova York: Woman's Home Companion, 1914)[2]
- A Little Question of Ladies' Rights by Parker Hoysted Fillmore (Nova York: John Lane Co., 1916)[2]
- Tomorrow's House; or The Tiny Angel by George O'Neil (Nova York: E. P. Dutton, 1930) – Col·laboració entre germans[13]
- Sing a Song of Safety by Irving Caesar (Nova York: I. Caesar, 1937)[13]